# فرد واترس
فرد واترس (بالإنجليزية: Fred Waters)‏ هو لاعب كرة قاعدة أمريكي، ولد في 2 فبراير 1927 في Benton, Mississippi ‏ في الولايات المتحدة، وتوفي في 28 أغسطس 1989 في بينساكولا في الولايات المتحدة.

## وصلات خارجية
- فرد واترس على موقعبيزبول رفرنس.كوم (الدوري الرئيسي) (الإنجليزية)
- فرد واترس على موقعبيزبول رفرنس.كوم (الدوري الثانوي) (الإنجليزية)